# Mason Finley
Mason Finley (* 7. Oktober 1990 in Kansas City, Missouri) ist ein US-amerikanischer Diskuswerfer und Kugelstoßer.

## Leben
Mason Finley wurde in Kansas City, Missouri geboren. Er ging in Buena Vista, Colorado zur High School und besuchte daraufhin die University of Kansas, bevor er zur University of Wyoming wechselte. Ende 2009 wurde Finley vom ESPN-Magazin Rise in das High School Track & Field Team des Jahrzehnts gewählt sowie vom Leichtathletikmagazin Track & Field News als High School Athlete of the Year ausgezeichnet.
Bei den Panamerikanischen Junioren-Leichtathletikmeisterschaften 2009 in Port of Spain, Trinidad und Tobago gewann Finley sowohl im Kugelstoßen mit einer persönlichen Bestweite von 20,36 m vor Jordan Clarke und Tim Nedow die Goldmedaille als auch im Diskuswurf mit einer persönlichen Bestweite von 65,34 m vor Quincy Wilson und Traves Smikle die Goldmedaille. Zwei Jahre später gewann Finley bei der Sommer-Universiade 2011 im chinesischen Shenzhen im Kugelstoßen mit einer Weite von 19,72 m hinter O’Dayne Richards und Soslan Zirichow die Bronzemedaille.
Bei den Olympischen Spielen 2016 in Rio de Janeiro belegte Finley im Diskuswurf nach Rang sechs in der Qualifikation im Finale mit einer Weite von nur 62,05 m Platz elf.
Bei den Weltmeisterschaften 2017 in London gewann Finley im Diskusfinale mit einer persönlichen Bestweite von 68,03 m überraschend hinter Andrius Gudžius und Daniel Ståhl die Bronzemedaille. Dadurch verbesserte er sich in der Weltjahresbestenliste von Platz 17 auf Platz vier.
In den Jahren 2016 und 2017 wurde Finley darüber hinaus US-amerikanischer Meister im Diskuswurf.

## Persönliche Bestleistungen
- Diskuswurf: 68,03 m, 5. August 2017, London
- Kugelstoßen:
  - Freiluft: 19,89 m, 20. April 2012, Lawrence, Kansas
  - Halle: 20,71 m, 14. Januar 2011, Lawrence, Kansas